# 오렌의 이르미나

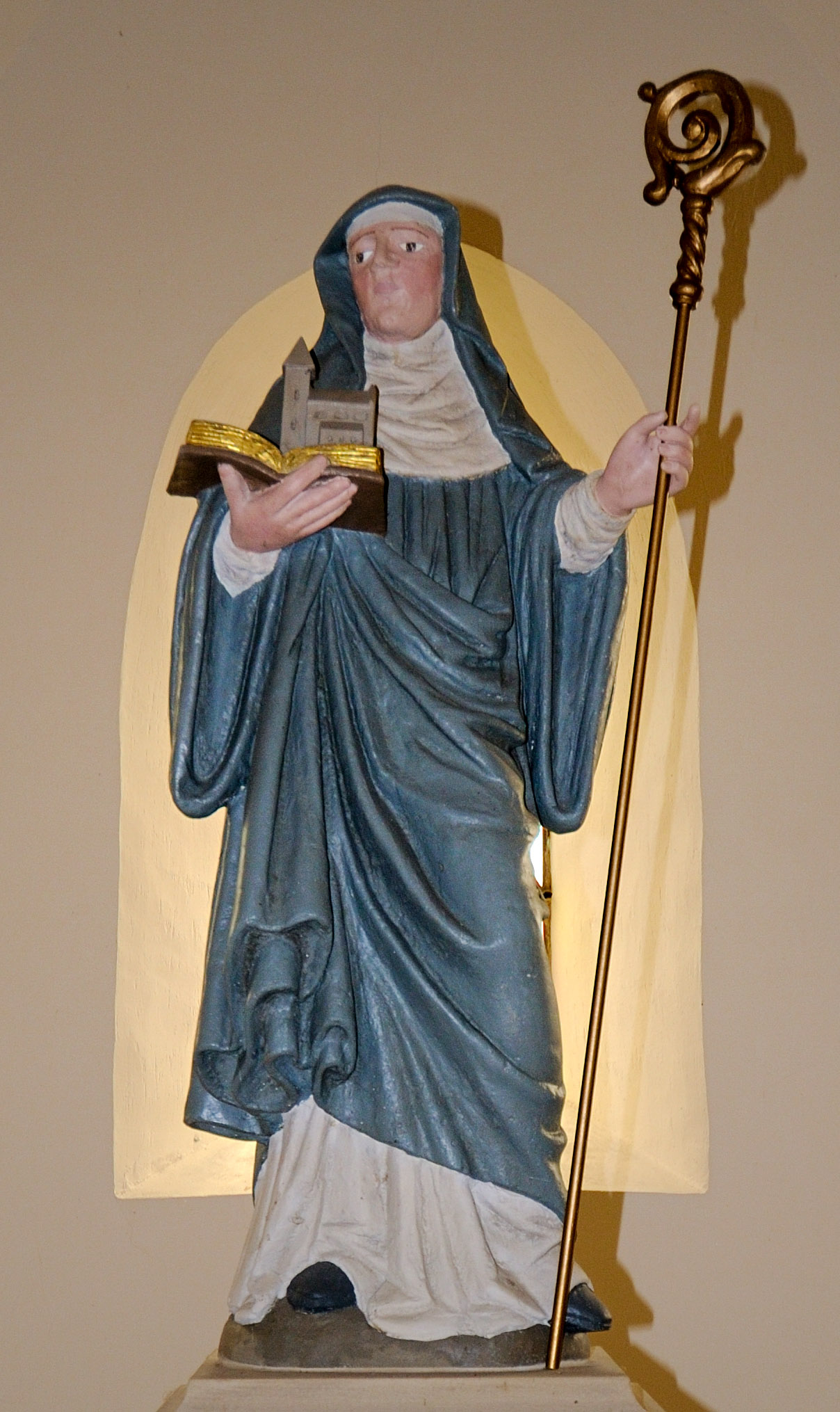

성녀 이르미나(Saint Irmina)는 프랑크 왕국 아우스트라시아(Austrasia) 분국의 공주로 다고베르트 2세와 켈트 족 공주 마틸다 드 켈트의 딸이다. 성녀 아델라의 언니이며, 지게베르트 4세의 이복 누나이다. 메로빙거 왕조 출신이다. 사후 가톨릭 성인에 추서되었다.
공주이던 성녀 이르미나는 아우스트라시아의 왕 성 다고베르트 2세(Dagobert II)와 첫째 부인 켈트 족 공주 마틸다의 딸로서 성녀 아델라의 언니였다. 그는 헤르만 백작과 약혼하였고, 결혼 준비가 다 되어 갈 즈음에 그녀를 사모하던 어떤 사람이 헤르만 백작을 사람을 암살하는 참사가 벌어졌다. 약혼자를 잃은 이르미나는 수녀가 되기로 하고 아버지 다고베르트 2세의 허가를 받고 수녀가 되기로 결심을 했다. 다고베르트 2세는 그녀를 위해 트라이어(Trier)에 수녀원을 세워주었다. 그녀는 당시의 유명한 가톨릭 선교사인 성 빌리브로르두스(Willibrordus)를 열렬히 후원하였다. 사후 가톨릭 성인에 추서되었으며 축일은 12월 24일이다.

## 같이 보기
- 메로빙거 왕조
- 프랑크의 군주
- 다고베르트 2세
- 성녀 아델라
- 지게베르트 3세
- 지게베르트 4세